# Губка Боб Квадратні Штани
«Гу́бка Боб Квадра́тні Штани́» (англ. «SpongeBob SquarePants») — культовий американський комедійний мультсеріал виробництва телеканалу «Nickelodeon» за авторством морського біолога та аніматора Стівена Гілленбурга. Вперше мультсеріал вийшов в етер 1 травня 1999 року та став однією з найпопулярніших анімаційних телевізійних програм, а також фактичним «обличчям» каналу «Nickelodeon». За час існування Губка Боб набув репутації серіалу з добрим, та одночасно дурнуватим гумором, неочікуваним сюжетом та оригінальними сценами. Це найбільший за кількістю серій анімаційний серіал телеканалу «Nickelodeon» — на даний момент він включає 15 повних сезонів, йде трансляція 16 сезону.

## Опис
Дії мультфільму розгортаються на дні Тихого океану в невеликому вигаданому містечку під назвою Бікіні-Боттом, головними дійовими особами є антропоморфні представники морської фауни: губка, морська зірка, восьминіг, краби, планктон, равлик, кашалот, риба-їжак і, як би дивно це не виглядало, білка та суперкомп'ютер.
Головний герой мультсеріалу — Губка Боб Квадратні Штани живе в ананасі з равликом Ґері. По сусідству з ним живуть Патрік Зірка (Зірко) і Сквідвард Щупальці (Щупаленко). Підводна тематика була оброблена творцем серіалу, Стівеном Гілленбургом, який, перш ніж стати аніматором, довгий час пропрацював морським біологом.

## Розробка
Перші три серії «Help Wanted», «Reef Blower» і «Tea at the Treedome», що входять до складу першого епізоду, були в тестовому режимі показані після шоу «Nickelodeon Kids Choice Awards» 1 травня 1999 року. Офіційна ж прем'єра відбулася 17 липня і включала дві серії другого епізоду: «Bubblestand» і «Ripped Pants».
Справжньою популярністю Губка Боб почав користуватися після старту другого сезону і з того часу популярність зависла на порівняно високому рівні. Так, 2007 року журнал «Тайм» назвав цей телевізійний серіал одним з найкращих серіалів, які будь-коли існували.

## Виробництво
19 листопада 2004 року (в Україні 17 березня 2005 на «Новому каналі») відбулася прем'єра першого повнометражного фільму за мотивами мультсеріалу — «Губка Боб і Корона Нептуна».
Стівен Гілленбург працював продюсером і сценаристом до 2004 року. Коли вийшов перший фільм, він покинув серіал і працював як творчий консультант.
До 2004 року режисером був Дрейк Драймонд. З 2005 до 2015 року режисером був Вінсент Воллер.
З 2005 року наглядовим продюсером став Пол Тіббіт.
6 лютого 2015 року (в Україні 5 лютого) у кінотеатрах відбулася прем'єра другого повнометражного фільму за мотивами мультсеріалу — «Губка Боб: Життя на суші».
Після другого фільму 2015 року починаючи з другої половини 9 сезону Гілленбург повернувся до проєкту. Він почав обіймати посаду виконавчого продюсера. Тіббіт залишився до кінця 9 сезону і теж став виконавчим продюсером, але після 9 сезону покинув серіал.
2018 року після смерті Гілленбурга його посаду зайняли наглядові продюсери Вінсент Воллер та Марк Чечарелі. Вони стали спів-виконавчими продюсерами.
У червні 2019 року було оголошено про спіноф-приквел до серіалу «Табір «Корал»: Дитинство Губки Боба».
14 липня 2019 року мультсеріал було подовжено до 13 сезону.
У листопаді 2019 року було оголошено про музичний спіноф «Squidward», який розробляється «Netflix».
У серпні 2020 року було оголошено про розробку нового спінофа «Шоу Патріка Зірки», присвячений Патріку, із замовленням на 13 епізодів. Вінсент Воллер, шоуранер «Губки Боба», також оголосив, що розробка мультсеріалу почалася за декілька місяців до карантину у зв'язку з пандемією коронавірусу COVID-19.
5 листопада 2020 на «Netflix» року відбулася прем'єра третього повнометражного фільму за мотивами мультсеріалу — «Губка Боб: Втеча Губки».
29 вересня 2023 року мультсеріал продовжено до 15 сезону.

## Трансляція в Україні
Українською мовою мультсеріал спочатку було озвучено двоголосим закадровим озвученням «Нового каналу» під назвою «Боб Губко Прямокутні Штани» (1—2 сезони) та перший фільм.
У 2010—2017 роках мультсеріал було озвучено багатоголосим закадровим озвученням студією «СТБ» на замовлення телеканалу «QTV».
З 2018 року мультсеріал транслюється з офіційним українським дубляжем студії «1+1». Показ проходить на телеканалах «ПлюсПлюс» (з лютого 2018 року) «ТЕТ» (з 2018 до 2024 року) та «Nickelodeon Global» (з 1 червня 2023).

## Озвучування та дубляж
| Персонаж                                                                                         | Актор в оригіналі | Актор у двоголосому закадровому озвученні «Нового каналу» | Актор у багатоголосому закадровому озвученні студії «СТБ»                                                                           | Актор у дубляжі студії «1+1» | Перша поява                        |
| Головні персонажі                                                                                | Головні персонажі | Головні персонажі                                         | Головні персонажі | Головні персонажі | Головні персонажі                  |
| ------------------------------------------------------------------------------------------------ | --- | --------------------------------------------------------- | --- | --- | ---------------------------------- |
| Боб Губко Прямокутні Штани («Новий канал») Губка Боб Квадратні Штани («СТБ» та «1+1»)            | Том Кенні Антоніо Рауль Корбо (у дитинстві, 3 фільм)                                                                       | Олена Бліннікова Дмитро Терещук (1 фільм)                 | Олександр Чмихалов (1―189 серії) Дмитро Рассказов-Тварковський (191—204 серії)                                                      | Павло Скороходько Євген Локтіонов (119—122, 125—128, 130—132 серії) Дмитро Завадський (129 серія) | «Help Wanted»                      |
| Гері Равлик («СТБ» та «Новий канал») Ґері Равлик («1+1»)                                         | Том Кенні Ді Бредлі Бейкер (15 серія) Кіт Девід (226 серія)                                                                | Валерій Легін Дмитро Терещук (1 фільм)                    | Ганна Левченко (15 серія) Ярослав Чорненький (35 серія)                                                                             | Олег Лепенець («нявкання» у 9-11 сезонах) Дмитро Гарбуз (15 серія) Андрій Альохін (35 серія) Юрій Кудрявець (226 серія) Олександр Солодкий («нявкання» з 12 сезону) | «Help Wanted»                      |
| Патрік Зірко («СТБ» та «Новий канал») Патрік Зірка («1+1»)                                       | Білл Фегербаккі Джек Гор (у дитинстві, 3 фільм)                                                                            | Валерій Легін Дмитро Терещук (1 фільм)                    | Ярослав Чорненький (1―139, 143—145 серії) Євген Малуха (140—142, 146—204 серії)                                                     | Максим Кондратюк Дмитро Гарбуз (у майбутньому, 14 серія) Роман Чорний (41 серія) | «Help Wanted»                      |
| Спрутсон (Новий канал) Сквідвард Щупаленко («СТБ») Сквідвард Щупальці («1+1»)                    | Роджер Бумпас Джейсон Мейбаун (у дитинстві, 3 фільм)                                                                       | Валерій Легін Дмитро Терещук (1 фільм)                    | Ярослав Чорненький (1―139, 143—145 серії) Євген Малуха (140—142, 146—204 серії)                                                     | Андрій Альохін | «Help Wanted»                      |
| Юджин Крабс                                                                                      | Кленсі Браун Ді Бредлі Бейкер (вокал у 28 серії)                                                                           | Валерій Легін Дмитро Терещук (1 фільм)                    | Ярослав Чорненький (1―139, 143—145 серії) Олександр Чмихалов (140—142, 146—189 серії) Дмитро Рассказов-Тварковський (191—204 серії) | Анатолій Зіновенко (1—11 сезони) Михайло Кришталь (з 12 сезону) Роман Чорний (41 серія) Андрій Альохін (181 серія) | «Help Wanted»                      |
| Шелдон Планктон                                                                                  | Дуг Лоуренс | Валерій Легін Дмитро Терещук (1 фільм)                    | Ярослав Чорненький (3―139, 143—145 серії) Євген Малуха (140—142, 146—203 серії)                                                     | Андрій Альохін Ярослав Чорненький (Версія Карен, 238 серія) | «Plankton!»                        |
| Сенді Чикс                                                                                       | Керолін Лоуренс Преслі Вільямс (у дитинстві, 3 фільм)                                                                      | Олена Бліннікова Катерина Брайковська (1 фільм)           | Ганна Левченко | Катерина Брайковська Лідія Муращенко (80 серія) | «Tea at the Treedome»              |
| Перл Крабс                                                                                       | Лорі Алан | Олена Бліннікова Катерина Брайковська (1 фільм)           | Ганна Левченко | Катерина Брайковська | «Squeaky Boots»                    |
| Карен Планктон                                                                                   | Джил Теллі | Олена Бліннікова Катерина Брайковська (1 фільм)           | Ганна Левченко | Катерина Брайковська Катерина Буцька (34 серія) | «Plankton!»                        |
| Пані Пафф («СТБ» та «Новий канал») Місіс Пафф («1+1»)                                            | Мері Джо Кетлет | Олена Бліннікова Катерина Брайковська (1 фільм)           | Ганна Левченко | Ніна Касторф Ганна Левченко (30, 35 серії) Лідія Муращенко (80 серія) | «Boating School»                   |
| Другорядні персонажі                                                                             | |                                                           | | |                                    |
| Ларі Лобстер («СТБ») Леррі Лобстер («1+1»)                                                       | Дуг Лоуренс | Валерій Легін                                             | Ярослав Чорненький (2―134 серії) Олександр Чмихалов (140—159 серії) Дмитро Рассказов-Тварковський (191―195 серії)                   | Михайло Тишин Олександр Погребняк (41 серія) Андрій Твердак (6, 7 сезон) | «Ripped Pants»                     |
| Морський Супермен/Людина-Русалка («СТБ») Морський Супермен («1+1»)                               | Ернест Боргнайн Том Кенні (молодий, 6 серія) Адам Вест (молодий, 135 серія)                                                | Валерій Легін                                             | Ярослав Чорненький (1―7 сезони) Євген Малуха (8―9 сезони)                                                                           | Михайло Тишин | «Mermaid Man and Barnacle Boy»     |
| Сліпарик/Людина-Карась («СТБ») Причепа («1+1»)                                                   | Тім Конвей Берт Уорд (молодий, 135 серія)                                                                                  | Валерій Легін                                             | Ярослав Чорненький (1―7 сезони) Євген Малуха (8―9 сезони)                                                                           | Роман Чорний | «Mermaid Man and Barnacle Boy»     |
| Летючий Голландець                                                                               | Браян Дойл-Мюррей | Валерій Легін                                             | Ярослав Чорненький (1―7 сезони) Євген Малуха (8 сезон)                                                                              | Михайло Жонін Андрій Твердак (111 серія) | «Scaredy Pants»                    |
| Виконавці початкової пісні                                                                       | Пірат: Патрік Пінні Стівен Гілленбург (рух роту) ҐіЛо Ґрін (123―124 серії) Діти: Девін Джонсон Сара Пакстон Кемрін Воллінг | Пірат: Валерій Легін Діти: Олена Бліннікова               | Пірат: Ярослав Чорненький Діти: Ганна Левченко                                                                                      | Пірат: Андрій Альохін Павло Скороходько (28, 175 серії) Євген Пашин (123—124 серія) Діти: Анастасія Зіновенко Юлія Перенчук Єлизавета Зіновенко Віктор Григор'єв | «Help Wanted»                      |
| Французький оповідач                                                                             | Том Кенні Ден Саутворт (у реальному житті, 215 серія)                                                                      | Валерій Легін Дмитро Терещук (1 фільм)                    | Ярослав Чорненький (1―139, 143—145 серії) Євген Малуха (140—142, 146—204 серії)                                                     | Андрій Твердак (оповідач; назви серій, написи у 80, 82 та 185—241 серіях) Дмитро Завадський (назви серій, написи; оповідач у деяких серіях) Олександр Погребняк (назви серій, написи у 40-45 серіях; оповідач у 41 серії) Андрій Соболєв (назви серій, написи у 65, 66, 92 серіях) Роман Чорний (назви серій, написи з 241 серії) | «Help Wanted»                      |
| Сквільям Фенсісон/Сквільям Красунчик («СТБ») Сквільям Фенсісон/Сквільям Вишуканюк («1+1»)        | Ді Бредлі Бейкер | Валерій Легін                                             | Ярослав Чорненький | Ярослав Чорненький (2 сезон) Андрій Альохін (3, 6, 7 сезони) | «Band Geeks»                       |
| Король Нептун                                                                                    | Джон О'Херлі Пол Тіббіт (88 серія) Джефрі Тембор (1 фільм) Кевін Майкл Річардсон (у реальному житті, 51 серія)             | Валерій Легін Дмитро Терещук (1 фільм)                    | Ярослав Чорненький | Ярослав Чорненький | «Neptune's Spatula»                |
| Брудна Бульбашка                                                                                 | Том Кенні Чарльз Нельсон Рейлі (20 серія)                                                                                  | Валерій Легін                                             | Ганна Левченко | Ярослав Чорненький | «Mermaid Man and Barnacle Boy II»  |
| Маргарет Квадратні Штани                                                                         | Сирена Ірвін | Олена Бліннікова                                          | Ганна Левченко | Ніна Касторф Юлія Перенчук (77 серія) Катерина Брайковська (93 серія) Олена Яблочна (159 серія) | «Home Sweet Pineapple»             |
| Гарольд Квадратні Штани                                                                          | Том Кенні | Валерій Легін                                             | Ярослав Чорненький (1―4 сезони) Євген Малуха (8 сезон)                                                                              | Анатолій Зіновенко (5 серія) Олег Лепенець (10, 93 серія) Андрій Альохін (77 серія) Олесь Гімбаржевський (159 серія) | «Home Sweet Pineapple»             |
| Бабл Бадді/Бульбашка («СТБ») Бульбашко («1+1»)                                                   | Бред Арбел | Валерій Легін                                             | Ярослав Чорненький (23 серія) Євген Малуха (167 серія)                                                                              | Ярослав Чорненький Роман Чорний (167 серія) | «Bubble Buddy»                     |
| Рябий пірат/Пірат Петчі («СТБ») Однорукий/Пірат Патчі («1+1»)                                    | Том Кенні | Валерій Легін                                             | Ярослав Чорненький (1—6 сезони) Євген Малуха (8 сезон)                                                                              | Андрій Твердак Євген Пашин (123—124 серія) | «Christmas Who?»                   |
| Папуга Паті/Поті («СТБ») Папуга Поті («1+1»)                                                     | Дуг Лоуренс Стівен Гілленбург (28―54 серії) Пол Тіббіт (81―175 серії)                                                      | Олена Біліннікова                                         | Ганна Левченко | Юрій Кудрявець Дмитро Завадський (175 серія) | «Christmas Who?»                   |
| Бабуся Квадратні Штани                                                                           | Маріон Росс | Олена Біліннікова                                         | Ганна Левченко | Ольга Радчук Ірина Дорошенко (5 сезон) | «Grandma's Kisses»                 |
| Матуся Крабс                                                                                     | Пол Тіббіт (2―3 сезони) Сирена Ірвін (4―6 сезони)                                                                          | Олена Біліннікова                                         | Ганна Левченко | Ольга Радчук (2 сезон) Ніна Касторф (3 сезон) Ірина Дорошенко (4, 6 сезон) | «Sailor Mouth»                     |
| Морський Лиходій/Морський Злодій/Лихомен/Людина-Промінь («СТБ») Морський Лиходій/Промінь («1+1») | Боб Джоулз Джон Ріс-Девіс (31―52 серії)                                                                                    | Валерій Легін                                             | Ярослав Чорненький | Михайло Жонін Олег Лепенець (94 серія) Андрій Твердак (117 серія) | «Mermaid Man and Barnacle Boy III» |
| Камбала Флетс                                                                                    | Томас Френсіс Вілсон | N/A                                                       | Ярослав Чорненький | Олександр Погребняк | «Texas»                            |
| Кривулька                                                                                        | Пол Тіббіт | Валерій Легін                                             | Олександр Чмихалов | Юрій Кудрявець | «Frankendoodle»                    |

## Прем'єри у світі
| Країна          | Канал                                                                                 | Прем'єра |
| --------------- | ------------------------------------------------------------------------------------- | --- |
| США             | Nickelodeon                                                                           | 1 травня 1999 |
| Індія           | ZeeTV, Nickelodeon India                                                              | 16 жовтня 1999 |
| Шрі-Ланка       | ZeeTV, Nickelodeon India                                                              | 16 жовтня 1999 |
| Франція         | Nicktoons France                                                                      | 17 листопада 1999 |
| Чилі            | Nickelodeon Latin America                                                             | 14 грудня 1999 |
| Парагвай        | Nickelodeon Latin America                                                             | 14 грудня 1999 |
| Уругвай         | Nickelodeon Latin America                                                             | 14 грудня 1999 |
| Колумбія        | Nickelodeon Latin America                                                             | 14 грудня 1999 |
| Аргентина       | Nickelodeon Latin America                                                             | 14 грудня 1999 |
| Перу            | Nickelodeon Latin America                                                             | 14 грудня 1999 |
| Мексика         | Nickelodeon Latin America                                                             | 14 грудня 1999 |
| Велика Британія | Nickelodeon (Велика Британія й Ірландія)                                              | 3 січня 2000 |
| Ірландія        | Nickelodeon (Велика Британія й Ірландія)                                              | 3 січня 2000 |
| Бразилія        | Nickelodeon Brazil                                                                    | 1 лютого 2000 |
| Португалія      | SIC, Nickelodeon Portugal                                                             | 1 лютого 2000 |
| Іспанія         | Nickelodeon Iberia, Antena 3                                                          | 26 лютого 2000 |
| Канада          | Nickelodeon, YTV                                                                      | 4 березня 2000 |
| Росія           | Nickelodeon Russia, ТНТ, 2x2                                                          | 4 березня 2000 |
| Австралія       | Nickelodeon Australia, Seven Network                                                  | 6 березня 2000 |
| Україна         | Starlight Media: QTV, СТБ, Новий канал; 1+1 Media: ПлюсПлюс, ТЕТ; Nickelodeon Ukraine | Новий канал: 4 липня 2001 (двоголосе закадрове озвучення) QTV: 30 серпня 2010 (багатоголосе закадрове озвучення) ПлюсПлюс: 1 лютого 2018 (дубляж) |
| Японія          | Japan                                                                                 | 3 квітня 2002 |
| Німеччина       | Super RTL                                                                             | 26 серпня 2002 |
| Італія          | Italia 1                                                                              | 30 серпня 2004 |
| Нова Зеландія   | Australia, New Zealand, TV 2                                                          | 1 серпня 2006 |
| Сербія          | Nickelodeon Serbia                                                                    | 20 червня 2009 |
| Хорватія        | Nickelodeon Croatia, RTL                                                              | 14 жовтня 2006 |
| Словенія        | Nickelodeon Slovenia, OTO                                                             | 28 квітня 2013 |
| Албанія         | Çufo                                                                                  | 13 червня 2016 |